# Lannion

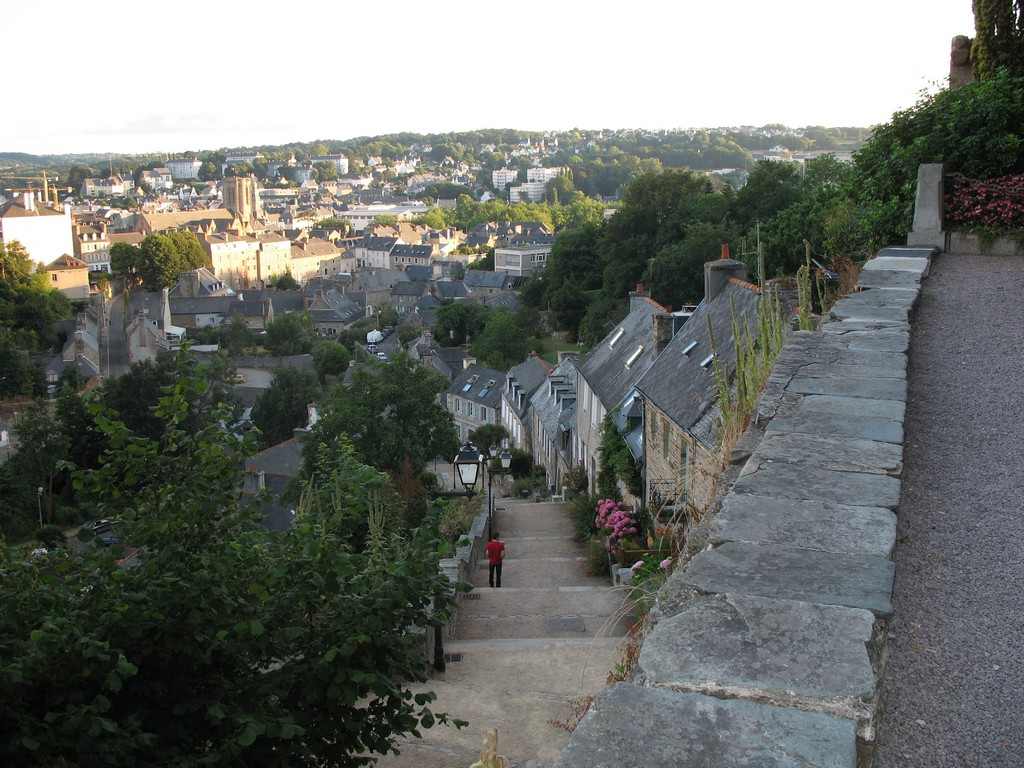
Blick von der Kirche La Trinité auf die Altstadt

Lannion [lanjɔ̃] (bretonisch Lannuon) ist eine französische Stadt im Département Côtes-d’Armor der Region Bretagne. Sie ist Hauptort der gleichnamigen Gemeinde mit 20.525 Einwohnern (Stand 1. Januar 2022), des Arrondissement Lannion und des Kantons Lannion.

## Geographie
Die Stadt liegt am Fluss Léguer, der westlich der Stadt in einem etwa neun Kilometer langen Mündungstrichter in den Ärmelkanal mündet.

## Geschichte

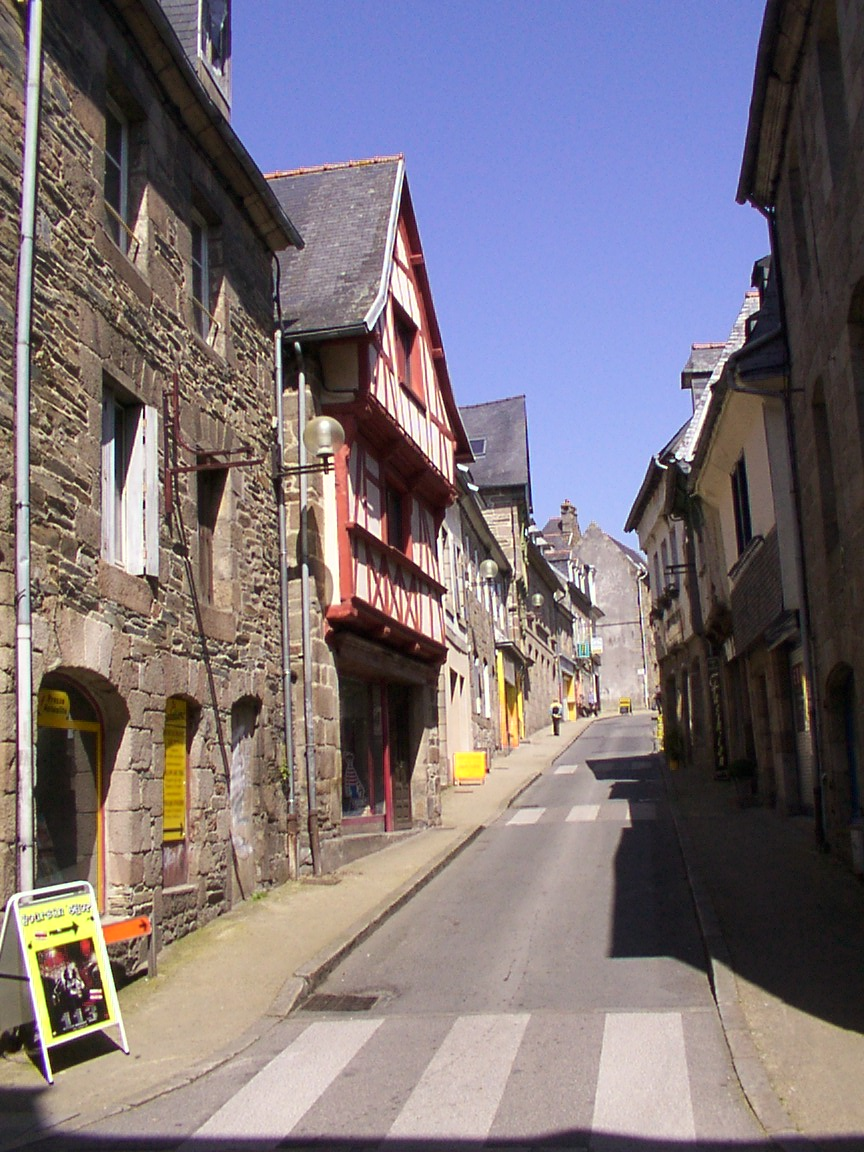
Rue Compagnie Roger Barbe in der Altstadt

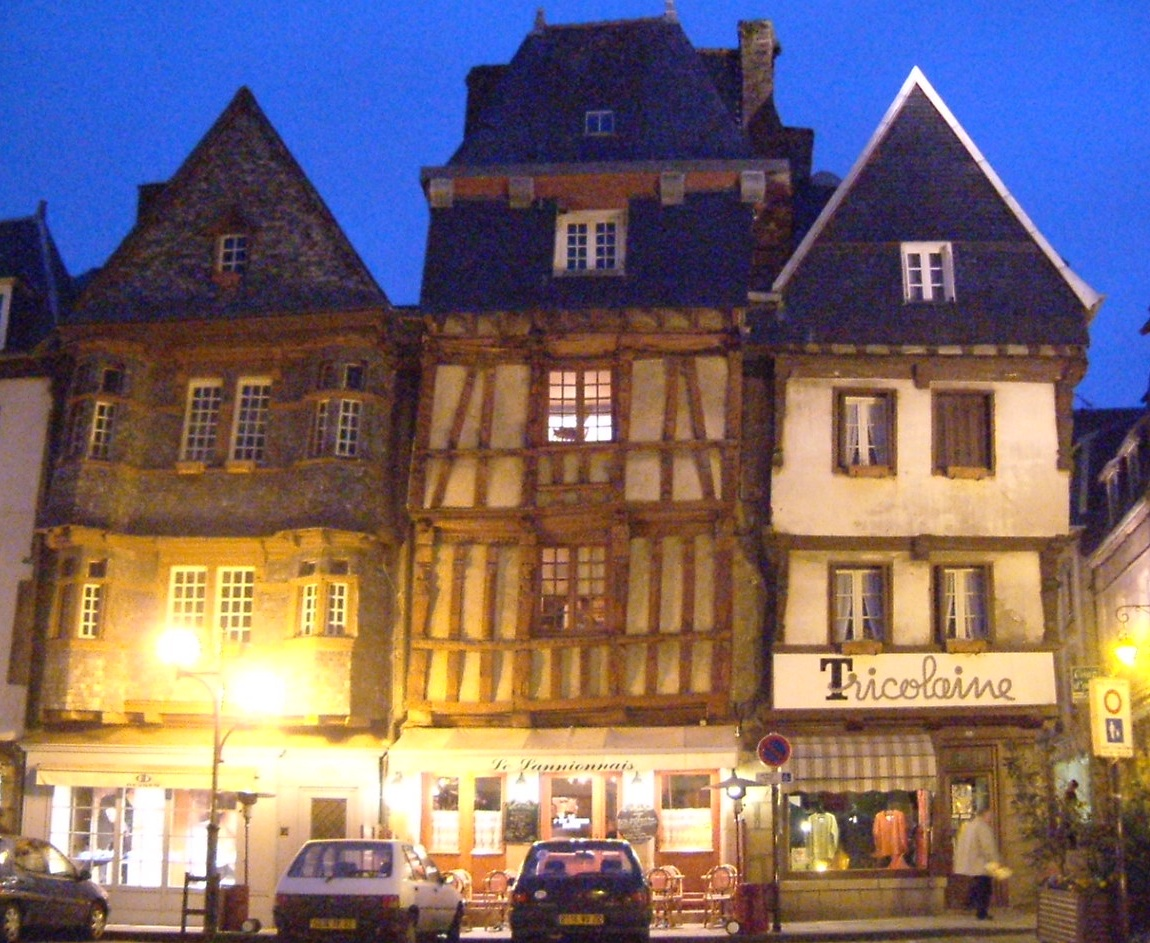
Häuser an der Place du Général Leclerc

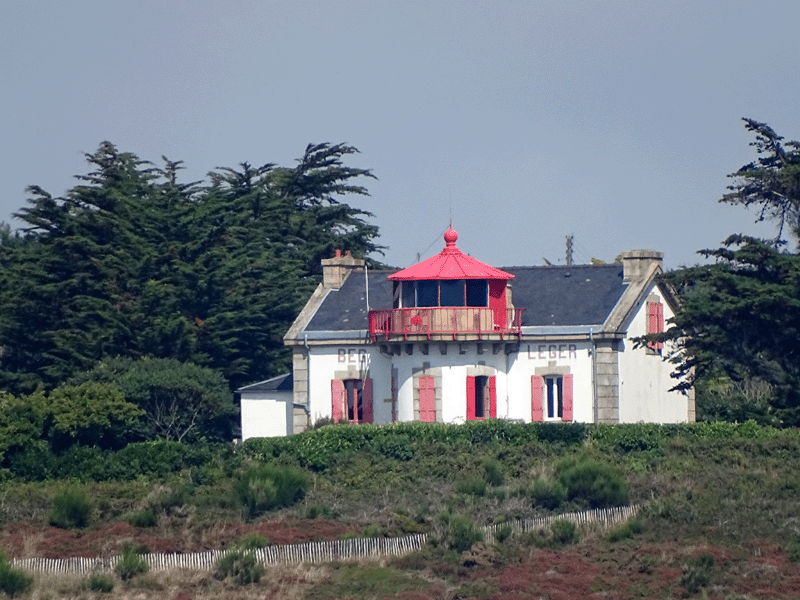
Leuchtfeuer Phare de Beg-Léguer in der bis 1961 selbstständigen Gemeinde Servel

Megalithen und Werkzeugfunde sind Hinweise auf eine prähistorische Besiedlung der Gegend. Weitere Spuren aus der Bronzezeit und der gallorömischen Kultur wurden entdeckt. Um das 5. Jahrhundert wanderten aus England und Wales die von den Sachsen angegriffenen Bretonen ein. Etwa im 9. Jahrhundert zerstörten Piraten die flussabwärts gelegene kleine Hafenstadt Le Yaudet.

### Mittelalter
Der Ort Lannion entstand vermutlich um das 11. Jahrhundert an der Stelle, wo eine Römerstraße von Le Yaudet kommend den Léguer und dessen Nebenfluss Min Ran querte. Zwischen den beiden Furten wurde eine Kapelle errichtet. Erstmals erwähnt und auf einer Karte eingezeichnet wurde Lannion im Jahr 1154. Vom 13. bis ins 15. Jahrhundert, während der Unabhängigkeit der Bretagne, entwickelte sich Lannion vom unbedeutenden Dorf zur Stadt. Zum Schutz der Händler ließ der Herzog der Bretagne am Hafen eine Burg errichten. Um 1350 wurde dort eine Brücke über den Léguer gebaut.
In Zeiten kriegerischer Auseinandersetzungen wurde die prosperierende Stadt eine verlockende Beute, weshalb sie eine Befestigung erhielt. Im Bretonischen Erbfolgekrieg wurde Lannion, das auf der Seite des französischen Königs stand, im Jahr 1346 von den Engländern erobert und niedergebrannt. Nach dem Ende der Kriegshandlungen entwickelte sich ein blühender Seehandel mit England, den Niederlanden und Skandinavien. Um 1550 erweiterte sich der Schiffsverkehr auch ins Mittelmeer und in die Ostsee, Schiffe aus Lannion fuhren bis Italien und nach Riga.
Das älteste erhaltene Haus der Stadt – statt in Holzbauweise aus Stein gebaut – stammt aus dem Jahr 1420. Unter Franz I. wurde die Bretagne  1532 mit Frankreich vereinigt und Lannion in der Folge als Gemeinde autonom. Die Kirche Saint-Jean-du-Baly ist eine der wenigen in der Bretagne, die bis zur Revolution nicht unter der Schirmherrschaft eines Landesherrn stand. Das wirtschaftliche Leben der Stadt ruhte damals auf zwei Pfeilern: dem internationalen Seehandel und dem Markt.

### Frühe Neuzeit
Am Ende des 16. Jahrhunderts erreichten die Religionskriege auch die Bretagne. Lannion bekannte sich zum Lager des protestantischen Königs Heinrich IV. und wurde viermal von den katholischen Spaniern erobert und niedergebrannt. Nach dem Frieden durch das Edikt von Nantes des Jahres 1598 standen nur noch die Kirche, das Gefängnis, ein paar Türme der Stadtmauer und zwei steinerne Häuser. Alle anderen Gebäude, sämtlich aus Holz, waren ein Raub der Flammen geworden. 1669 wurde beim Hausbau letztmals Holz erlaubt, von da an waren Steinwände vorgeschrieben.
In jener Zeit übernahm Lannion von Tréguier die Funktion als administrativer Hauptort des Trégor. Während der Herrschaft Ludwigs XIV. entwickelte sich die Küsten- und Flussschifffahrt. Nach der Instandsetzung der Kaimauern konnten die Schiffe in der Innenstadt anlegen, allerdings war – mangels Treidelpfaden – der Zugang für Segelschiffe schwierig. Die beginnenden Kriege mit England verlagerten ab 1688 den Schiffsverkehr weg vom Ärmelkanal an die Biskaya. Dennoch wuchs die Zahl der Einwohner auf etwa 3000 Personen an, und die Stadt wuchs über ihre alte Umgrenzung hinaus.
Während der Friedensjahre des frühen 18. Jahrhunderts blühte der Ort zunächst erneut wirtschaftlich auf, in dessen zweiter Hälfte brachten die Kriege mit England dann Armut und Elend. Zum Schutz des Seeverkehrs wurde an der Küste die Zahl der Kanonenstellungen erhöht. 1763 wurde erstmals eine Art Stadtentwicklungsplan aufgestellt, der die Verbreiterung vorhandener und die Schaffung neuer Straßen sowie das Verfüllen von Sumpfland  vorsah. Während der Revolution verloren zwei Priester unter dem Fallbeil ihr Leben, und Kirchenglocken wurden eingeschmolzen, um Kanonen zu bauen; im Großen und Ganzen blieb der Aufruhr aber unter der Kontrolle der Stadtverwaltung. Lannion wurde Hauptort eines der neu geschaffenen Arrondissements und Sitz eines Tribunal de grande instance (etwa: Landgericht).

### 19. und 20. Jahrhundert
Das Erste Kaiserreich brachte eine Verbesserung der Straßenverbindungen und Vollbeschäftigung wegen des großen Bedarfs an Lebensmitteln und Stoff für die Heere. Die Geschäftsleute von Lannion bauten zahlreiche neue Häuser. Der Handel verlagerte sich im 19. Jahrhundert allmählich vom Meer auf das Binnenland. Um den Seehandel zu stützen, wurde am rechten Ufer des Léguer ein Treidelpfad angelegt. Im Jahr 1881 erreichte die Eisenbahn die Stadt. Sie brachte Koks für das örtliche Gaswerk, was die Straßenbeleuchtung mit Gaslaternen ermöglichte. Zugleich wanderten junge Menschen mit der Bahn in Richtung Paris ab, die Bevölkerung schrumpfte und ihr durchschnittliches Alter stieg. Im Zentrum wurden zahlreiche Gebäude, darunter die alte Markthalle, abgebrochen, um die Place du Centre mit dem neuen Rathaus (1860) zu schaffen. Anfang des 20. Jahrhunderts ging am Quai des Viarmes ein erstes Elektrizitätswerk in Betrieb.
Mit dem ausgehenden 19. Jahrhundert begann der Badetourismus an der bretonischen Küste. Im Jahr 1900 wurde der Fremdenverkehrsverein Syndicat d’initiative de Lannion et da la Côte de Granit Rose ins Leben gerufen, der die Werbung und den Empfang der Besucher organisierte. Bis zum Bau der Küstenstraße zwischen Trégastel und Trébeurden im Jahr 1929 war Lannion zentraler Punkt für den Tourismus an der Côte de Granit Rose. 1936 erhielten die französischen Arbeiter das Recht auf zwei Wochen bezahlten Urlaub, was die Zahl der Gäste stark erhöhte.
Mitten in der Weltwirtschaftskrise verlegten Amateurpiloten ihr Flugfeld vom Strand bei Saint-Michel-en-Grève auf die Hochebene von Servel im Norden der Stadt. Während der deutschen Besetzung im Zweiten Weltkrieg wurde Lannion zur Frontstadt gegen Großbritannien. Um den Südwesten Englands bombardieren zu können, bauten die Besatzer den Flugplatz umfangreich aus. An der Küste wurden als Teil des Atlantikwalls Verteidigungsanlagen errichtet. Nach der Befreiung Frankreichs wurde Im Frühling 1945 in der Nähe von Lannion der Film Schienenschlacht gedreht.
Bis Anfang der 1960er Jahre wurde auf der Place du Marc’hallac’h der traditionelle Viehmarkt abgehalten. In der Nachkriegszeit wurde Lannion Ausgangspunkt eines transatlantischen Seekabels, was Telekommunikationsindustrie und einen Bevölkerungszuwachs brachte. In der Folge wurde die Stadt 1961 mit vier weiteren Gemeinden, darunter Servel, zu „Grand Lannion“ vereinigt.

### Bevölkerungsentwicklung
| Jahr                       | 1962 | 1968   | 1975   | 1982   | 1990   | 1999   | 2006   | 2016   |
| Einwohner                  | 9479 | 12.535 | 16.867 | 16.641 | 16.958 | 18.368 | 19.459 | 19.831 |
| Quellen: Cassini und INSEE |      |        |        |        |        |        |        |        |

## Bretonische Sprache
- Der Ya d’ar brezhoneg-Charta wurde vom Stadtrat am 23. Oktober 2006 zugestimmt.
- Am Schulanfang 2008 wurden 362 Schüler (5,32 % der gesamten Schüler) im bilingualen Studiengang eingeschult.

## Wirtschaft und Infrastruktur

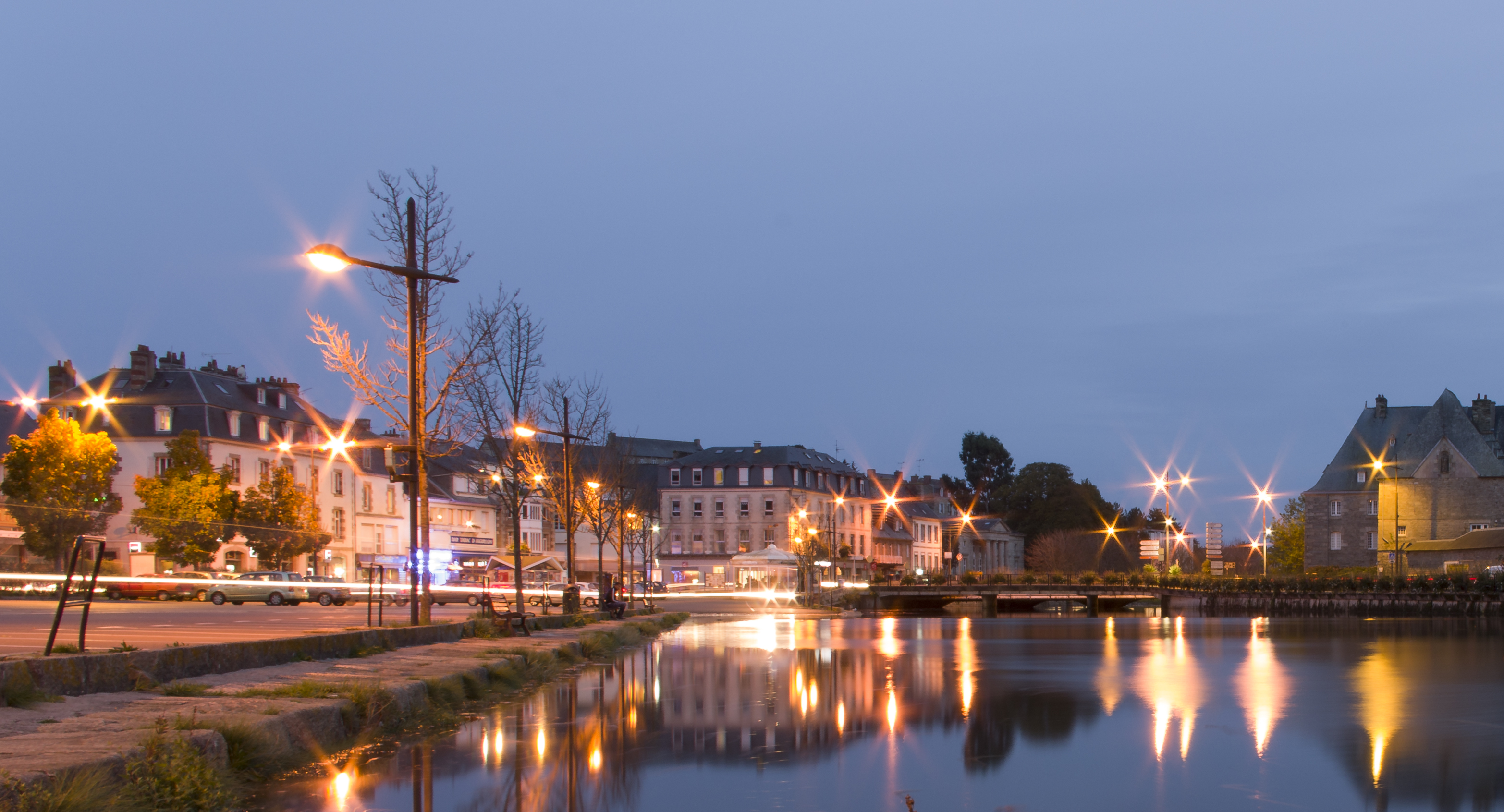
Hafen

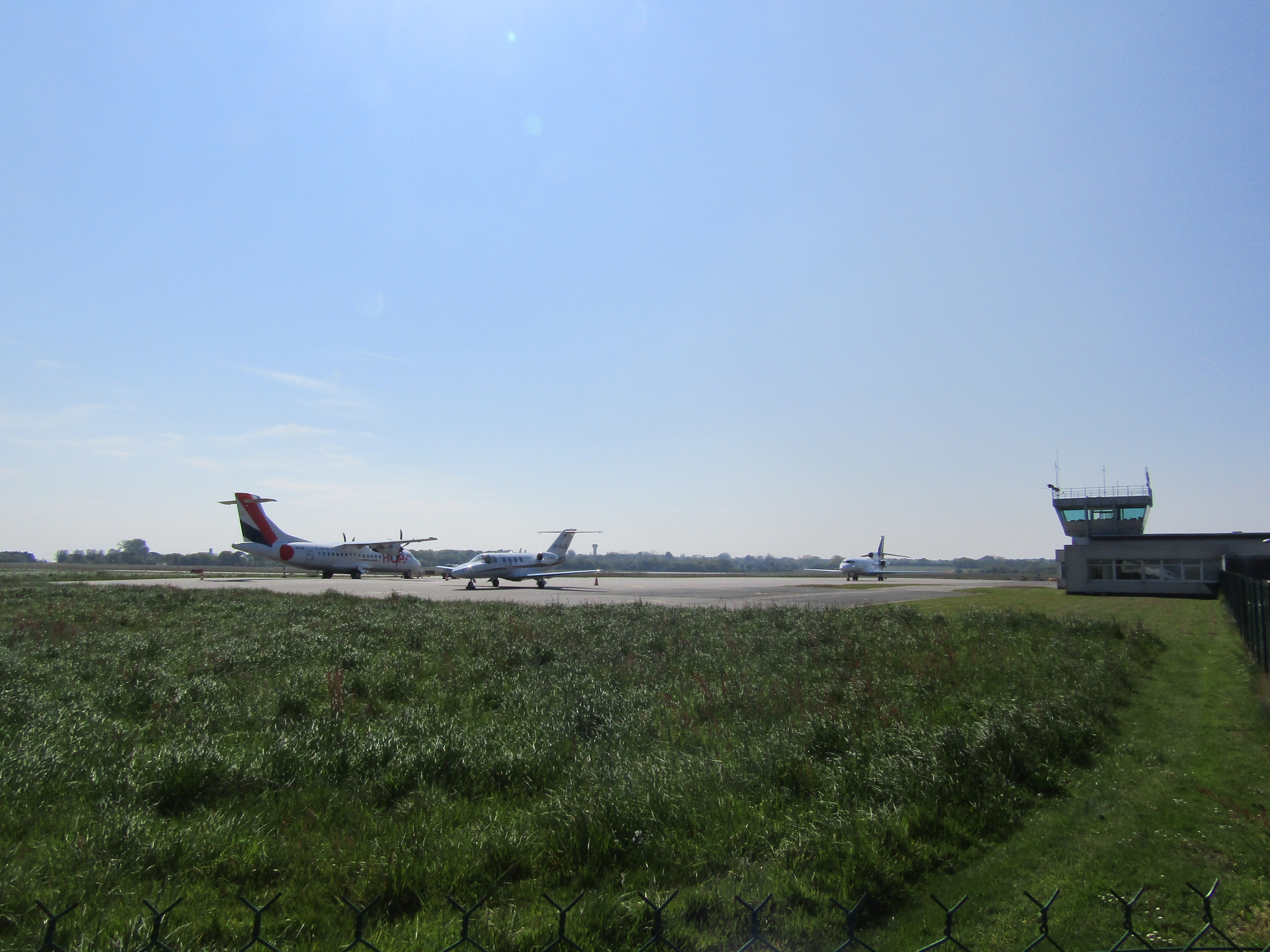
Flughafen Lannion-Côte de Granit

Lannion liegt an den ehemaligen Nationalstraßen N 167 und N 786, die 1973 zu den Departementsstraßen D 767 bzw. D 786 abgestuft wurden. Zwischen ihrem Abzweig von der N 12 und Lannion ist die D 767 autobahnähnlich ausgebaut.
Bis zum Zweiten Weltkrieg war der Hafen von Lannion wirtschaftlich bedeutend. 1845 wurden beispielsweise 2600 Tonnen Weizenmehl, 2000 Tonnen Obst, 900 Tonnen Wein und Branntwein und 800 Tonnen Holz umgeschlagen.
Der Bahnhof Lannion ist Endbahnhof der kurzen Bahnstrecke Plouaret–Lannion. Zunächst hatte der Bürgermeister nur erreichen können, dass die 1865 an der Bahnstrecke Paris–Brest eröffnete Station im 16 Kilometer entfernten Plouaret den Namen Plouaret-Lannion erhielt. Erst 1881 nahm die Compagnie des chemins de fer de l’Ouest die Zweigstrecke von dort nach Lannion in Betrieb. Im Jahr 2000 wurde die Strecke elektrifiziert und der Bahnhof geringfügig verschoben. Das historische Empfangsgebäude wurde im Juni jenes Jahres abgebrochen und durch ein modernes Bauwerk am Kopfende der verbliebenen zwei Gleise ersetzt. Heute wird der Bahnhof von Zügen der Regionalverkehrsgesellschaft TER Bretagne und einzelnen TGV-Hochgeschwindigkeitszügen angefahren.
Der Flughafen Lannion-Côte de Granit liegt vier Kilometer nordwestlich von Lannion. Die im Vergleich zur Größe des Orts überdimensionierte Anlage trug in der Zeit nach dem Zweiten Weltkrieg zur wirtschaftlichen Entwicklung der Stadt bei.
Lannion ist einer der Landpunkte für das transatlantische Apollo-Glasfaserkabel.

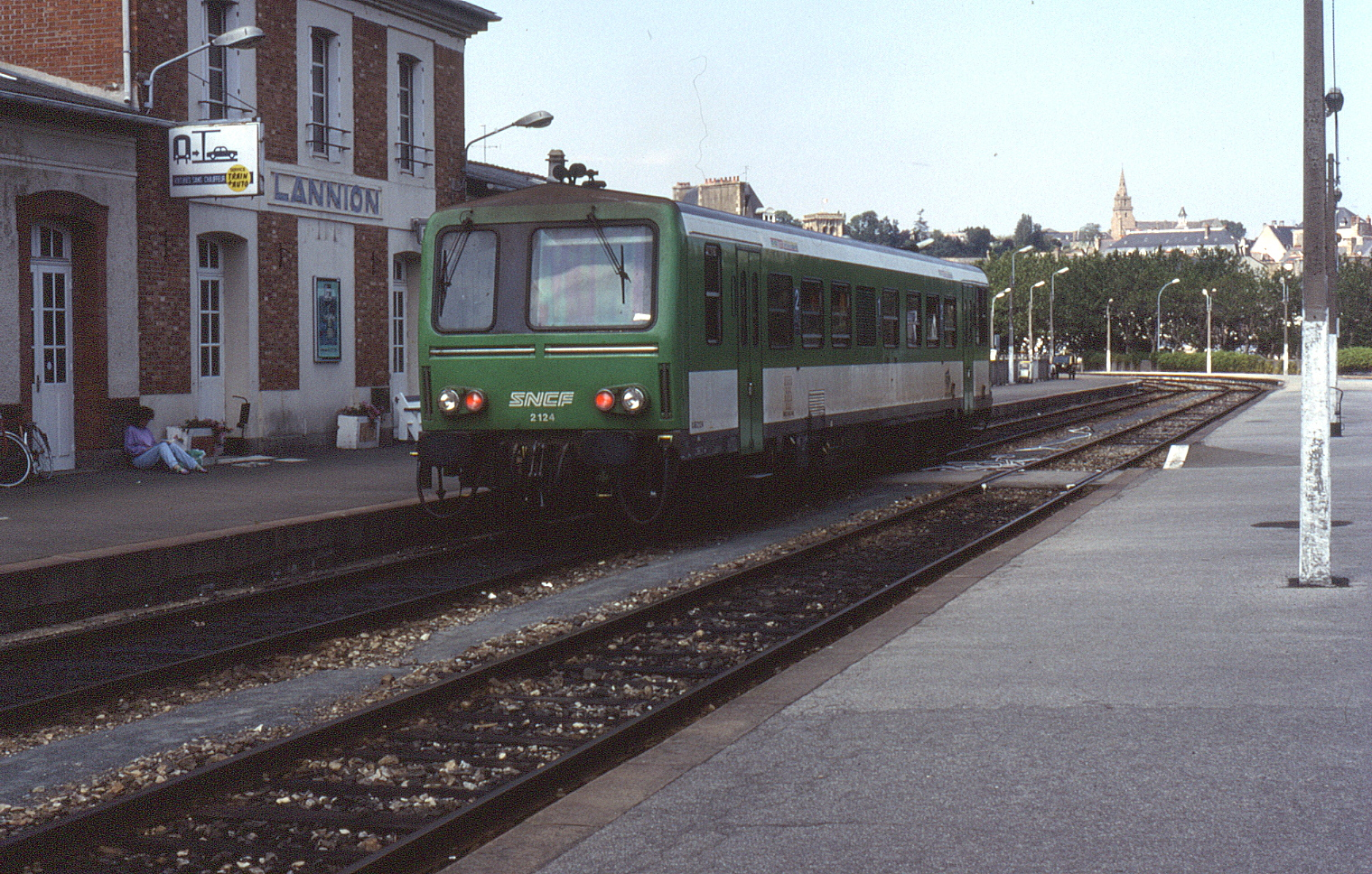
Alter Bahnhof mit dem ehemaligen Empfangsgebäude (1990)
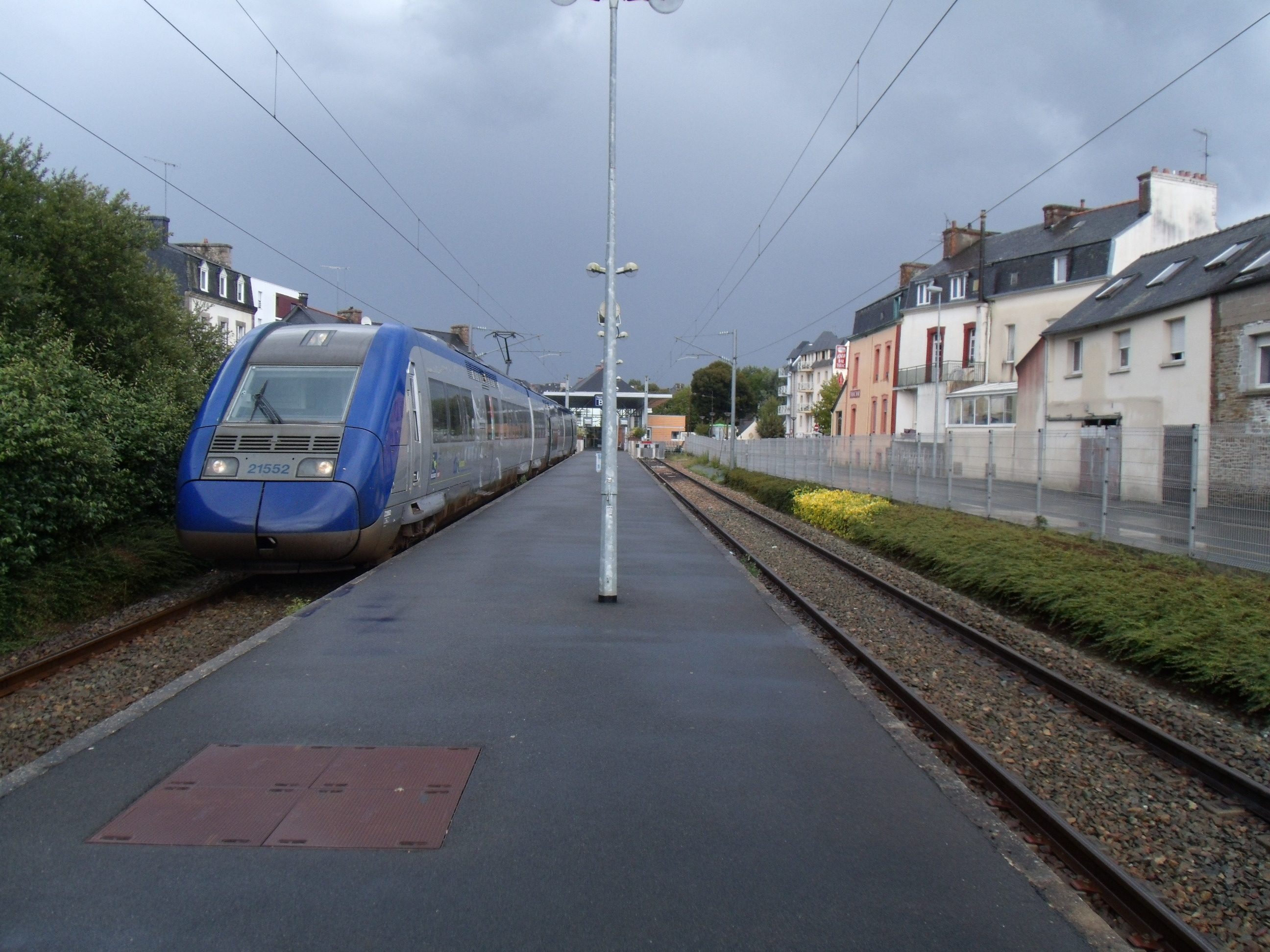
Moderner Bahnhof Lannion mit Zug des TER Bretagne
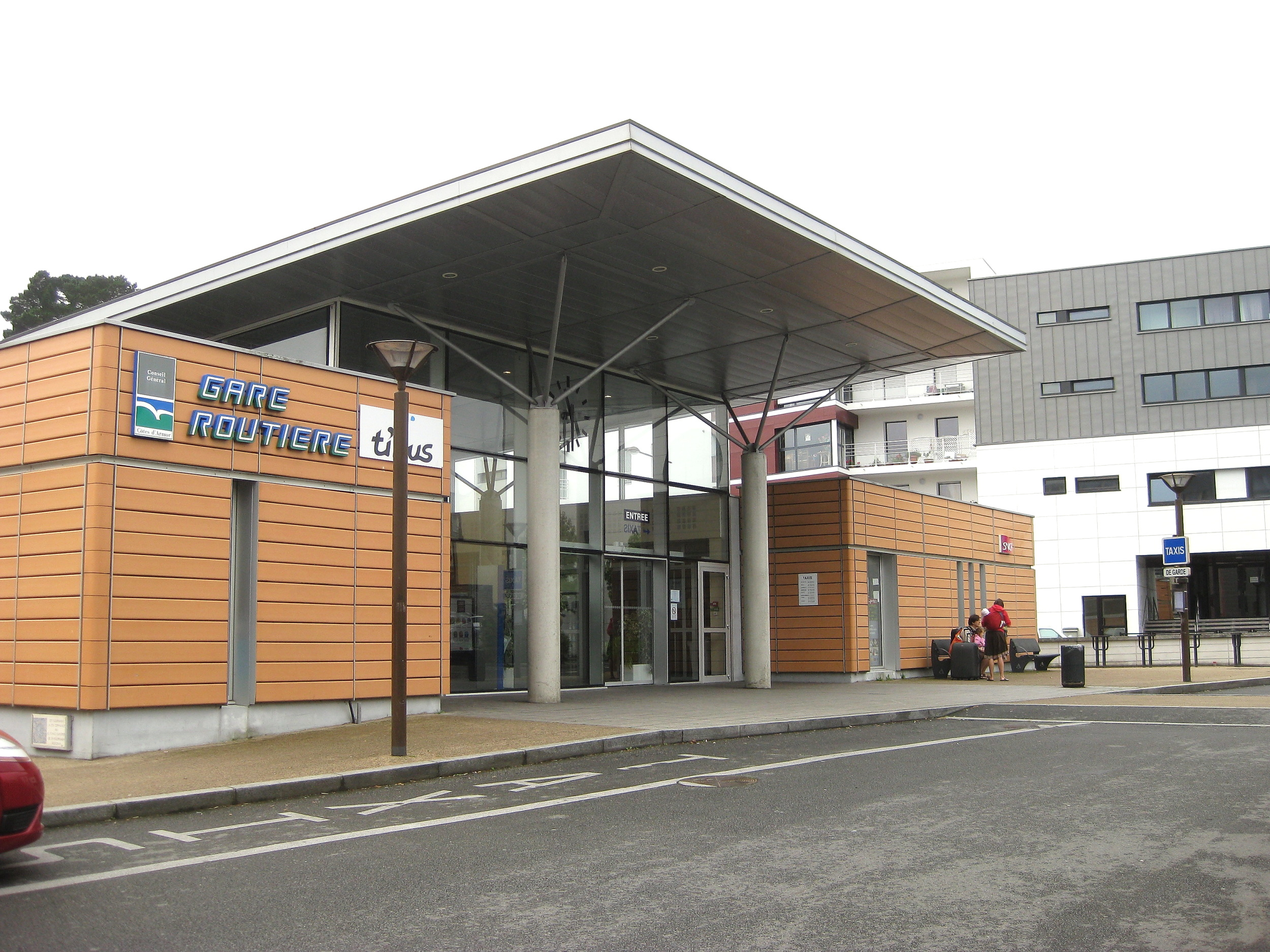
Aktuelles Empfangsgebäude des Bahnhofs

## Sehenswürdigkeiten

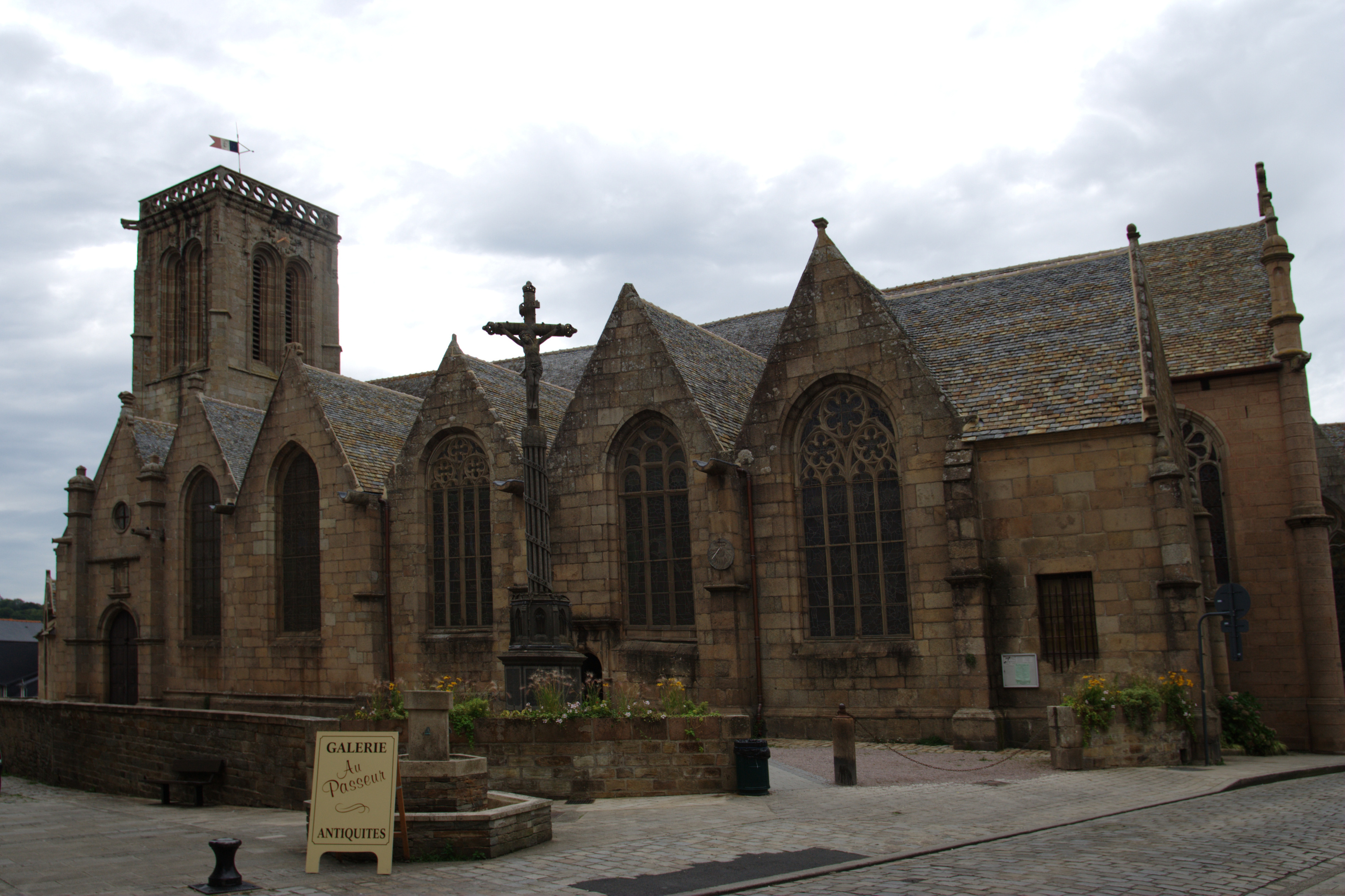
Kirche Saint-Jean-du-Baly

Siehe: Liste der Monuments historiques in Lannion

## Städtepartnerschaften
Partnerstädte von Lannion sind
- Günzburg in Deutschland
- Vivero in Spanien
- Caerphilly im Vereinigten Königreich

## Persönlichkeiten
- Louis-Marie Baader (1828–1920), Genre- und Historienmaler
- Auguste François Marie Glaziou (1828–1906), Landschaftsarchitekt und Botaniker
- Frédéric Turquet de Beauregard (1835–1906), Seeoffizier und Flottillenadmiral
- Bernadette Cattanéo (1899–1963), Kommunistin und Feministin
- Jean-Cyril Robin (* 1969), Radrennfahrer
- Samy Daussat (* 1972), Jazzmusiker
- Vincent Le Quellec (* 1975), Radrennfahrer
- Christophe Le Mével (* 1980), Radrennfahrer
- Franck Bonnamour (* 1995), Radrennfahrer
- Alan Riou (* 1997), Radrennfahrer
- Johannes Hallervorden (* 1998), deutscher Schauspieler

## Bildung
Die Ingenieurschule École nationale supérieure des sciences appliquées et de technologie de Lannion befindet sich in der Stadt.